# کلبه (فیلم ۲۰۱۷)
کلبه (انگلیسی: The Shack) یک فیلم درام آمریکایی برگرفته از رمانی به همین نام اثر ویلیام پی. یانگ است که در سال ۲۰۱۷ منتشر شد. از بازیگران آن می‌توان به سم ورثینگتون، اکتاویا اسپنسر، رادا میشل، آلیس براگا، گراهام گرین و تیم مک‌گرا اشاره کرد.فیلم درباره یک مرد مسیحی است که دختر کوچکش توسط یک قاتل سریالی به قتل رسیده و سالها پس از مرگ او در یک سیر رویایی با فردی که در فیلم خدا نامیده میشوند دیدار میکند تا بتواند خود و قاتل دختر خود را ببخشد .

## داستان
مکنزی «مک» فیلیپس از کودکی با زخمی عمیق زندگی می‌کند. پدرش، مردی الکلی و خشن، همسر و فرزندش را به طور مداوم مورد آزار جسمی و روانی قرار می‌دهد. مک که دیگر تاب تحمل این وضعیت را ندارد، با امید به رهایی از خشونت، ماجرا را با کشیش کلیسا در میان می‌گذارد. اما این اعتماد به قیمت سنگینی برایش تمام می‌شود: پدرش او را به‌شدت کتک می‌زند. در پی این حادثه، مادرش خانه را ترک می‌کند و مک که تنها ۱۳ سال دارد، تصمیم می‌گیرد به زندگی پدرش پایان دهد. او با ریختن سم در نوشیدنی، پدرش را می‌کشد.
سال‌ها می‌گذرد و مک حالا مردی خانواده‌دوست است که با همسر مهربانش، نن، و سه فرزندشان به نام‌های کیت، جاش و میسی زندگی آرامی دارد. اما این آرامش با وقوع حادثه‌ای تلخ فرو می‌پاشد. در یک سفر تفریحی به دل طبیعت، زمانی که مک درگیر نجات کیت و جاش از حادثه قایق‌سواری است، میسی ناپدید می‌شود. پس از جست‌وجوهای پلیس، تنها نشانه‌ای که از میسی پیدا می‌شود، لباس خون‌آلودش در کلبه‌ای متروکه در دل جنگل است. پلیس نتیجه می‌گیرد که او قربانی یک قاتل زنجیره‌ای شده است. این فاجعه نه‌تنها مک را به مرز فروپاشی روانی می‌کشاند، بلکه کیت نیز دچار احساس گناه عمیقی می‌شود و خود را مسئول مرگ خواهرش می‌داند.
زمان می‌گذرد، تا اینکه در یک روز زمستانی، مک نامه‌ای مرموز دریافت می‌کند. فرستنده از او خواسته به همان کلبه بازگردد و نامه با نام «پاپا» امضا شده؛ نامی که نن و میسی برای خداوند به کار می‌بردند. مک که گمان می‌کند ممکن است قاتل دخترش پشت این پیام باشد، اسلحه‌اش را برمی‌دارد، ماشین دوستی را قرض می‌گیرد و به‌تنهایی راهی جنگل می‌شود. در مسیر، به‌سختی از تصادف با کامیونی بزرگ جان سالم به‌در می‌برد. اما وقتی به کلبه می‌رسد و آن را خالی می‌بیند، احساس ناامیدی شدیدی وجودش را فرا می‌گیرد و حتی به خودکشی فکر می‌کند. درست در همین لحظه، مردی غریبه ظاهر می‌شود و او را به خانه‌ای گرم و روشن در همان نزدیکی می‌برد، جایی که سه نفر با چهره‌هایی آرام و صمیمی از او استقبال می‌کنند.
مک خیلی زود درمی‌یابد که این سه نفر، نماینده‌هایی از وجود الهی هستند: زنی سیاه‌پوست که خود را «پاپا» می‌نامد، نمادی از خدا؛ مردی اهل خاورمیانه که نماینده عیسی مسیح است؛ و زنی آسیایی‌تبار که تجلی روح‌القدس به‌شمار می‌رود. آن‌ها به زندگی مک نیامده‌اند تا درد را پاک کنند، بلکه آمده‌اند تا کمکش کنند ریشه‌های رنج را بفهمد، زخم‌هایش را بپذیرد و از احساس گناه و قضاوت خود رها شود.
در روزهای بعد، مک در کنار هر یک از این تجلی‌های معنوی وقت می‌گذراند. به عیسی در ساختن جعبه‌ای چوبی کمک می‌کند، با روح‌القدس باغی را بازسازی می‌کند، و همراه با پاپا، که حالا در ظاهر پیرمردی بومی ظاهر شده، به اعماق جنگل می‌رود. آن‌ها درون غاری، جسد میسی را پیدا می‌کنند و آن را با احترام به باغ بازمی‌گردانند و در آنجا دفن می‌کنند. در همین روند، مک تصویری روحانی از دخترش در بهشت می‌بیند که با عیسی و کودکان دیگر بازی می‌کند. دیداری که پر از آرامش است، اما مک هنوز اجازه ندارد به او بپیوندد.
در مرحله‌ای دیگر از این سفر معنوی، مک با سوفیا، تجسم حکمت الهی، درون غاری دیگر روبه‌رو می‌شود. او مک را وادار می‌کند تا با احساسات سرکوب‌شده‌اش، دردهای گذشته و زخم‌های عمیقش روبه‌رو شود. در نهایت، مک با روح پدرش ملاقات می‌کند. پدر از او عذر می‌خواهد و مک نیز از کشتنش طلب بخشش می‌کند. این مواجهه به او نشان می‌دهد که مرگ میسی مجازاتی الهی برای گذشته‌اش نبوده، بلکه بخشی از پیچیدگی و رنج زندگی است.
با بازگشت ایمان و آرامش درونی، مک آماده رفتن می‌شود. اما در مسیر بازگشت، این‌بار واقعاً با همان کامیون برخورد می‌کند و در بیمارستان به‌هوش می‌آید. پزشکان و دوستش به او می‌گویند که هیچ‌گاه به کلبه نرسیده و در راه تصادف کرده بوده است. اما برای مک، آنچه تجربه کرده واقعی‌تر از هر چیز دیگری بوده است.
در پایان، او حقیقت ماجرا را با همسرش در میان می‌گذارد و با دلگرمی دادن به کیت، او را از احساس گناه رها می‌کند. فیلم با حضور مک در کنار خانواده‌اش در کلیسا به پایان می‌رسد و این پرسش را برای مخاطب باقی می‌گذارد: آیا این سفر، رؤیایی روحانی بود یا واقعیتی ماورایی که تنها قلب مک توان درکش را داشت؟